# Josep Moix
Pour les articles homonymes, voir Moix.
Josep Moix i Regàs, né le 28 octobre 1898 à Sabadell et mort le 3 septembre 1973 à Prague, est un syndicaliste et homme politique espagnol. 
Ministre du Travail sous le gouvernement Negrín II, il est secrétaire général du PSUC entre 1956 et 1965.

## Biographie
Tisserand de profession,  Josep Boix est dans sa jeunesse le représentant du syndicat de l'industrie textile de la ville de Sabadell, en Catalogne, affilié à la CNT. En 1926, il doit s'exiler en Argentine, à la suite de la répression de la dictature de Miguel Primo de Rivera. 
En 1929, il revient à Sabadell.
Durant la guerre d'Espagne (1936-1939), il est maire de Sabadelll et nommé le 17 août 1938 ministre du Travail de la République espagnole par Juan Negrín.
En février 1939,  lors de l'avancée des nationalistes en Catalogne, il doit  rejoindre Alicante, et doit s'exiler en France, puis au Mexique, durant la Seconde Guerre mondiale.
Il revient en France en 1949,  en tant que  secrétaire général du Comité Central dul PSUC, en remplacement de Joan Comorera. 
Il est expulsé pour communisme par le gouvernement français en 1953. Il s'établit dès lors à Prague, où il poursuit son combat politique jusqu'à son décès en 1973.